# Laticauda colubrina
Laticauda colubrina är en ormart som beskrevs av Schneider 1799. Laticauda colubrina ingår i släktet Laticauda och familjen giftsnokar och underfamiljen havsormar. IUCN kategoriserar arten globalt som nära hotad. Inga underarter finns listade i Catalogue of Life.
Arten förekommer vid östra Indiska oceanen och kring Stilla havet från östra Indien och Sri Lanka över Sydostasien, Australien och Japan till Centralamerika och södra Mexiko. Honor lägger ägg.